# Austrosynapha freemani
Austrosynapha freemani är en tvåvingeart som beskrevs av Lane 1960. Austrosynapha freemani ingår i släktet Austrosynapha och familjen svampmyggor. Inga underarter finns listade i Catalogue of Life.